# Aleneva
Aleneva est une localité d'Alaska aux États-Unis dans le Borough de l'île Kodiak dont la population était de 37 habitants en 2010.

## Situation - climat
Elle est située sur la côte sud de l'île Afognak au nord de l'île Kodiak.
Les températures vont de −10 °C à 8 °C en hiver et de 4 °C à 24 °C en été.

## Histoire - activités
On notait en 1890 l'existence de plusieurs communautés tout au long des rives de l'île, hébergeant des employés retraités de la Compagnie russe d'Amérique. Une poste y a fonctionné de façon intermittente entre 1888 et 1958. Le séisme de 1964 en Alaska a provoqué un tsunami qui a détruit de nombreux villages. Une nouvelle communauté s'est installée sur la côte nord-est de l'île Kodiak, appelée Port Lions, et les habitants alentour l'ont rejointe.
Aleneva est une communauté d'orthodoxes vieux-croyants de la Confession des Chapelles très conservatrice. Ils vivent encore actuellement en autarcie, et parlent le russe.
Il existe quelques hébergements touristiques sur l'île, et l'économie est basée sur la pêche et les activités de subsistance.

## Sources et références
- (en) CIS

- (en) Cet article est partiellement ou en totalité issu de l’article de Wikipédia en anglais intitulé « Aleneva, Alaska » (voir la liste des auteurs).